# Polymixis limbara
Polymixis limbara là một loài bướm đêm trong họ Noctuidae.